# Alfonso Rubbiani
Alfonso Rubbiani, né en 1848 à Bologne (Romagne) et mort en 1913 à Bologne, était un architecte, un archéologue et un restaurateur d'art italien.

## Biographie
Alfonso Rubbiani naît à Bologne en 1848. Il fut à la fois architecte, archéologue et restaurateur d'art. Il commença une formation de juriste à l'université de Bologne sans jamais la terminer, mais il s'intéressa à l'art et au patrimoine. Bien ancré dans la haute société de la ville, il réussit à obtenir des rôles importants comme celui de la direction de la restauration de la Basilique San Francesco, en 1886, son plus important chantier. Passionné par la recherche, la classification et la restauration des monuments du XIIIe siècle (principalement de Bologne), il s'inspira des théories et méthodes de Eugène Viollet-le-Duc.
Fondateur en 1898 de l’Æmilia Ars, association consacrée aux arts décoratifs artisanaux et aux arts appliqués, il s'occupa de la décoration des absides des chapelles des églises San Paolo, Santa Maria degli Angeli, Spirito Santo, Collège d'Epagna, Loggia della Mercanzia, Palazzi di Re Enzo, Palais des Notaires et du Podestà ainsi que du Palazzo Bevilacqua (via d’Azeglio).
Il meurt en 1913 à Bologne.

## Principales réalisations
Bologne:
- Palais des Notaires
- Palais du Podestat
- Palazzo Bevilacqua
- Projet avenue XII Juin

## Interventions de restauration à Bologne
- Église S. Francesco (decorations)
- Église S. Paolo
- Église S. Maria degli Angeli
- Oratoire du Spirito Santo (façade 1892 - 1893)
- Église de la Sacra Famiglia
- Castello di S. Martino
- Castello di Ponte Polendrano
- Collège d'Espagne
- Loggia della Mercanzia
- Palazzo Re Enzo
- Église S.Giovanni in Monte (Presbytère 1904).

## Publications posthume
- Bologne sacrée et profane (1981).
- Femmes (1989).